# Florence Servan-Schreiber
 (septembre 2020).
 (septembre 2020).
Pour les autres membres de la famille, voir Famille Servan-Schreiber.
Florence Servan-Schreiber (née en 1964) est une journaliste, auteure et conférencière française, spécialisée notamment dans la psychologie positive.

## Biographie
Florence est la fille de Claude Servan-Schreiber et Jean-Louis Servan-Schreiber, la nièce de Jean-Jacques Servan-Schreiber et de Christiane Collange et la cousine de David Servan-Schreiber. Elle est mariée à Alex Berger.
Formée à la psychologie transpersonnelle en Californie, Florence Servan-Schreiber est diplômée de JFK University en 1986.[réf. nécessaire] Elle est parmi les premiers à enseigner la programmation neuro-linguistique en France dans les années 1980. Puis elle est consultante en entreprise, spécialisée dans la qualité du service et des relations humaines[réf. nécessaire].
Elle est spécialisée notamment dans la psychologie positive,,,.
En 2004 et 2005, elle est l'animatrice d'une chronique dans Psychologies, un moment pour soi sur France 5, la déclinaison télévisuelle de Psychologies magazine - propriété de son père -, dont elle s'est ensuite occupée du site web,.
Diplômée en management du développement durable par le Presidio School of Management de San Francisco en 2008, elle rejoint le groupe Lagardère Active pour y diriger les "Innovations développement durable"[réf. nécessaire]. En 2009, elle quitte le groupe, se tourne vers l'étude de la psychologie positive sur laquelle elle écrit un livre : 3 kifs par jour et autres rituels recommandés par la science du bonheur.
En 2012, elle reprend les sociétés Essentia Conseils et l'Institut français d'EMDR créés par son cousin David Servan-Schreiber[réf. nécessaire] et se consacre à la déclinaison de la psychologie positive auprès du grand public et des entreprises. Elle publie Power Patate - vous avez des super pouvoirs.
En 2013, elle participe à l'émission « Carinne et vous » sur Cuisine TV,.
Elle présente une émission « Mes recettes qui font du bien » sur Cuisine Plus,.
En 2015, elle fonde un site internet 3 Kifs académie et un livre de cuisine Dîner de kifs.
En 2016, elle publie le livre Avant, je n'étais que moi - Conseils d'amie avant d'avoir son premier enfant.
Depuis avril 2016, elle joue au théâtre « La fabrique à Kifs », une masterclass, 3 women show sur le bonheur co-écrite et co interprétée par et avec Audrey Akoun et Isabelle Pailleau.
Elle préconise la méthode de la cohérence cardiaque, venue de Californie et adoptée par David Servan-Schreiber, afin de faire face au stress, notamment à celui généré lors de la pandémie Covid 19.

## Publications
- Notre mariage : Se marier autrement, comment inventer une cérémonie civile ou religieuse, avec la collab. d'Anne Ducrocq, Albin Michel, 2003, 223 p.  (ISBN 2-226-13612-6) ; rééd. Marabout, coll. « Vie quotidienne » (no 1572), 2005, 255 p.  (ISBN 2-501-04139-9), 2007  (ISBN 978-2-501-05306-8)
- Conseils d'amie avant d'avoir son premier enfant, Presses de la Renaissance, 2007, 134 p.  (ISBN 978-2-7509-0261-2)
- 3 kifs par jour (et autres rituels recommandés par la science du bonheur), Marabout, 2011, 308 p.  (ISBN 978-2-5010-6670-9)
- Power patate (Vous avez des super pouvoirs ! Détectez-les & utilisez-les), Marabout, 2014, 317 p.  (ISBN 978-2-501-08968-5)
- Dîner de kifs, Marabout, 2015, 217 p.  (ISBN 978-2-501-10462-3)
- Avant, je n'étais que moi, Marabout, 2016,153 p.  (ISBN 978-2-501-11175-1)
- "La fabrique à kifs", co-écrit avec Audrey Akoun et Isabelle Pailleau, Marabout, 2016, 288 p.  (ISBN 978-2-501-11809-5)

## Théâtre
- 2016 : La Fabrique à Kifs de Audrey Akoun, Béatrice de la Boulaye, Isabelle Pailleau et Florence Servan-Schreiber, mise en scène de Béatrice de La Boulaye, avec Audrey Akoun, Isabelle Pailleau et Florence Servan-Schreiber